# Mercy Health Arena
Le Mercy Health Arena, auparavant connu sous le nom de L. C. Walker Arena, est un stade omnisports américain situé à Muskegon, dans le Michigan.
Le stade, doté d'entre 4 000 et 5 200 places selon l'évènement et inauguré en 1960, sert d'enceinte à domicile pour l'équipe de soccer des Muskegon Risers, de football américain des Ironmen de West Michigan et de hockey sur glace des Lumberjacks de Muskegon.

## Histoire
Surnommé The Neck of the Woods, la construction de l'enceinte débute en 1958 (sur le site d'un ancien supermarché), avant d'être inaugurée le 27 octobre 1960 sous le nom de L. C. Walker Arena. La L. C. Walker Arena (construite pour un coût total de 2 millions $) est alors offerte à la ville.
Louis Carlisle Walker (1875-1963), philanthrope, fabricant de meubles (fondateur de la société Shaw-Walker ayant révolutionné l'industrie du meuble de bureau) et diplômé de l'Université du Michigan en 1896, était connu pour sa générosité envers la communauté locale (il finance la moitié de la construction de l'enceinte). C'est donc pour cela que l'arène porte son nom (et ce jusqu'en 2019).
En 1960, le club de hockey sur glace des Muskegon Zephyrs s'installe dans l'arène pour ses matchs à domicile (remplacé par les Muskegon Mohawks puis par les Muskegon Lumberjacks de la United States Hockey League en 1984).
Depuis 2016, le club de soccer indoor des Muskegon Risers de Major Arena Soccer League 2 joue ses matchs à domicile au club, ainsi que le club de football américain indoor des West Michigan Ironmen.
En 2019, la salle change de nom pour s'appeler la Mercy Health Arena.
En plus du sport, il est également utilisé pour des concerts, des salons professionnels, des conventions et d'autres événements.